# Stabilimento Monviso

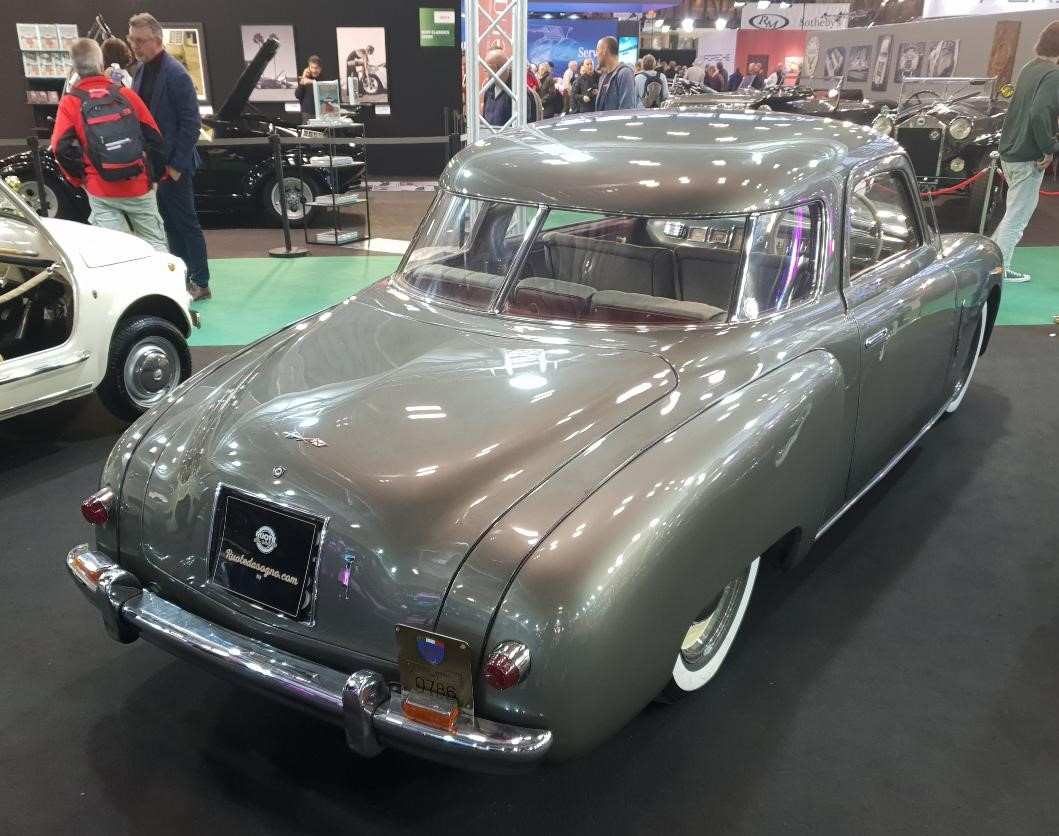
1948 Lancia Aprilia Monviso

La Stabilimento Monviso è stata una carrozzeria automobilistica italiana attiva dal 1944 al 1955.

## Storia
Si tratta di uno degli innumerevoli esempi di carrozzerie torinesi nate durante la prima metà del Novecento. Artefice della nascita di tale carrozzeria fu il commendator Alessandro Casalis, che ne stabilì la sede in corso Unione Sovietica 75 a Torino.
Lo scopo iniziale della carrozzeria fu piuttosto coraggioso, specie considerando il periodo storico in cui ebbe origine. Ci si prefiggeva infatti di costruire vetture sportive ma a basso costo. Poiché tale idea stentava a prendere piede, una volta conclusasi la Seconda guerra mondiale, la carrozzeria si orientò verso la produzione di carri funebri ed ambulanze, ma anche di fuoriserie su base Fiat.
Per queste ultime in particolare, la filosofia produttiva adottata era quella di far sembrare queste fuoriserie dei veri e propri prodotti di serie. In parole povere si voleva che la precisione di assemblaggio e la qualità delle finiture arrivasse a coincidere con quelle ottenute dalle principali case automobilistiche. Perciò, la Monviso utilizzò attrezzature e macchinari di tipo più moderno, ma anche tecnologie ed accorgimenti più accurati. La produzione era limitata ad un numero inferiore di varianti di carrozzeria e di modelli sui quali costruirle, ma che spiccavano per la loro qualità costruttiva.
Un fiore all'occhiello della produzione Monviso era costituita dalle coupé, cabriolet e spider su base Fiat 1100 di fine anni trenta e quaranta. Questi modelli, denominati Stella Alpina erano stati disegnati da Giovanni Michelotti. Una di queste vetture, con carrozzeria spider, vinse anche alcune competizioni sportive nella propria classe, tra cui la prestigiosa Mille Miglia, il Giro dell'Umbria e la Coppa delle Dolomiti.
Durante la prima metà degli anni cinquanta, la Carrozzeria Monviso realizzò anche delle pregevoli cabriolet su base Fiat 1400. Non mancarono neppure alcune fuoriserie su base 600 e Lancia Aurelia, tra le ultimissime nella breve storia della Monviso. Non poche di queste fuoriserie venivano commissionate dalla carrozzeria Ghia, che nel 1955 assorbì completamente la Monviso, ponendo fine alla sua storia.